# Jeff Allen (cestista 1987)
Jeffery Edward Allen jr., detto Jeff (Washington, 12 giugno 1987), è un cestista statunitense.